# Ōki Satō
Ōki Satō (jap. 佐藤 オオキ, Satō Ōki; * 24. Dezember 1977 in Toronto, Kanada) ist ein japanischer Designer und Architekt.

## Leben
Satō wurde in Toronto aufgrund des Berufs seines Vaters geboren. Seine schulische Ausbildung erfolgte in Tokio. Im Jahre 2002 schloss er die Fakultät für Naturwissenschaften und Technik der Tokioter Waseda-Universität ab, wo er 2002 den Grad M. A. im Fach Architektur errang.
Im gleichen Jahr eröffnete er in Tokio das Büro Nendo („Ton; Knete“), das im Produktdesign, in der Architektur und der Innenarchitektur sowie im Grafik-Design arbeitet. 2005 gründete er in Mailand ein Zweigbüro. Die Büros sind sehr erfolgreich und bringen jährlich durchschnittlich 100 Produkte auf den Markt.
In den Jahren 2012 bis 2014 war Satō als Privatdozent an seiner Alma Mater tätig.

## Preise und Auszeichnungen
- 2012: Designer of the Year bei den Elle Deco International Design Awards.
- 2013: Ehrengast bei der Toronto Interior Design Show.
- 2013: Ehrengast bei der Stockholm Furniture and Light Fair.
- 2015: Designer des Jahres bei der Messe Maison & Objet Paris.
- 2019: Designer of the Year & Industrial Designer

## Veröffentlichungen
- Nendo Works Nr. 1 bis 5, für die Jahre 2002 bis 2011.